# مدرسة أمستردام

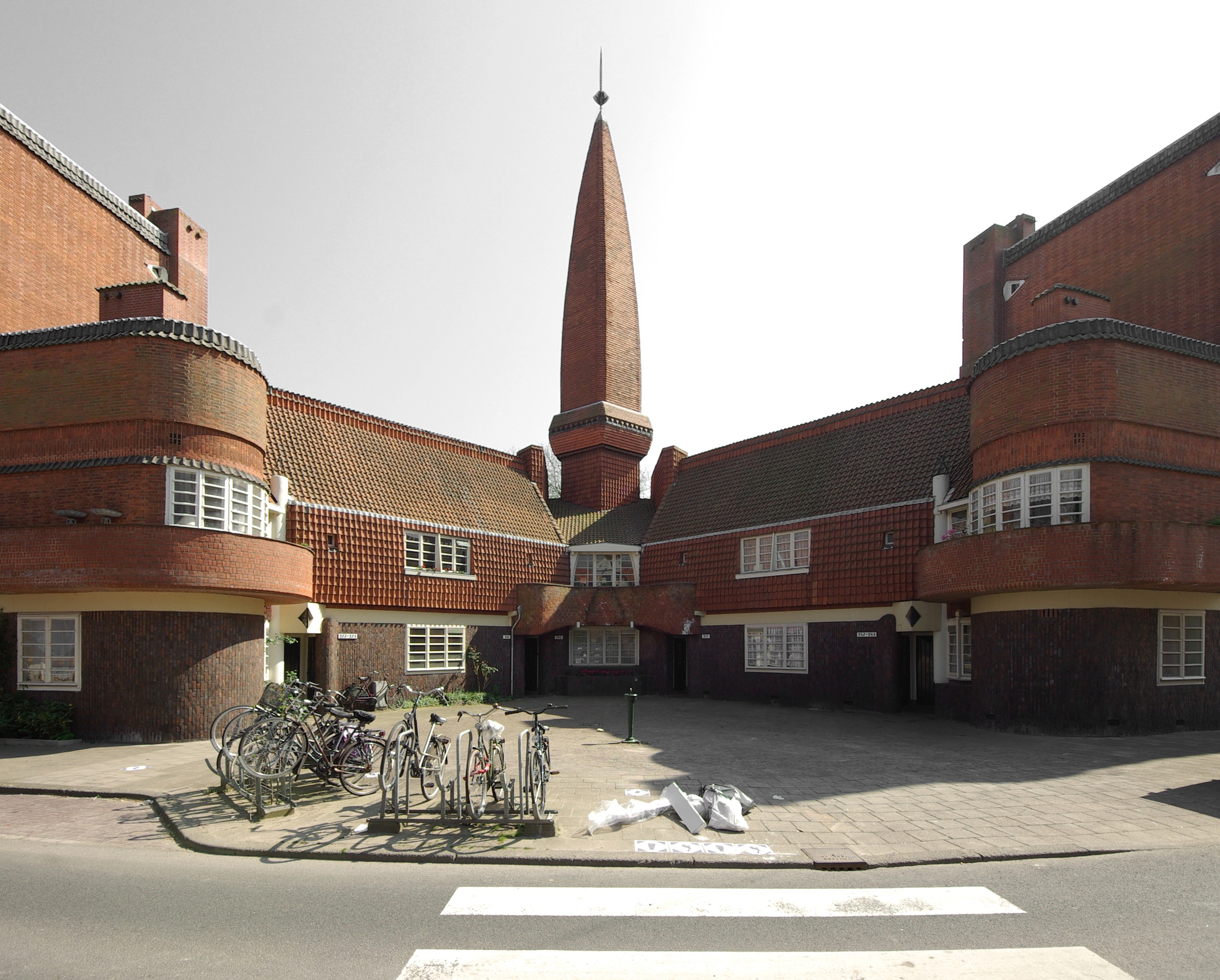
مجمع آين هارد السكني في هامبورغ ستراد في أمستردام (1920).

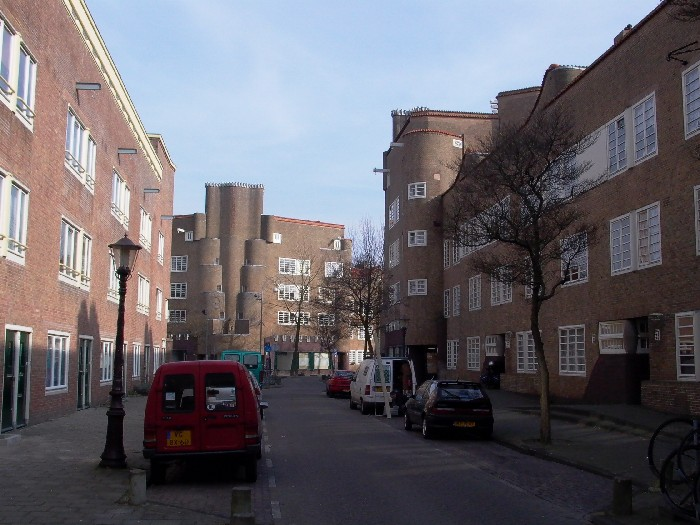
مجمع دي داغيراد السكني، أمستردام (1923).

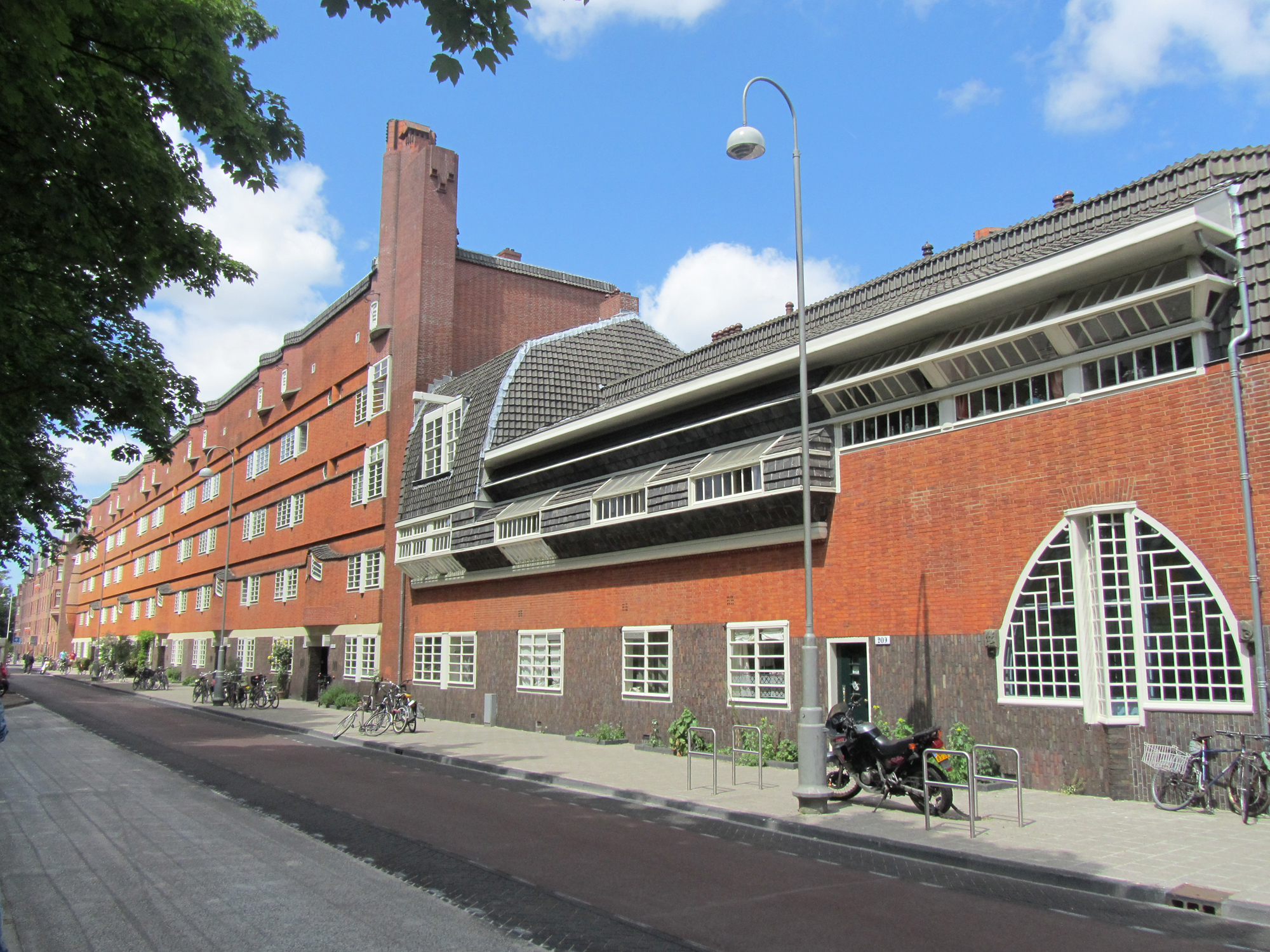
مجمع إسكان «السفينة» في زانشتغات (1920).

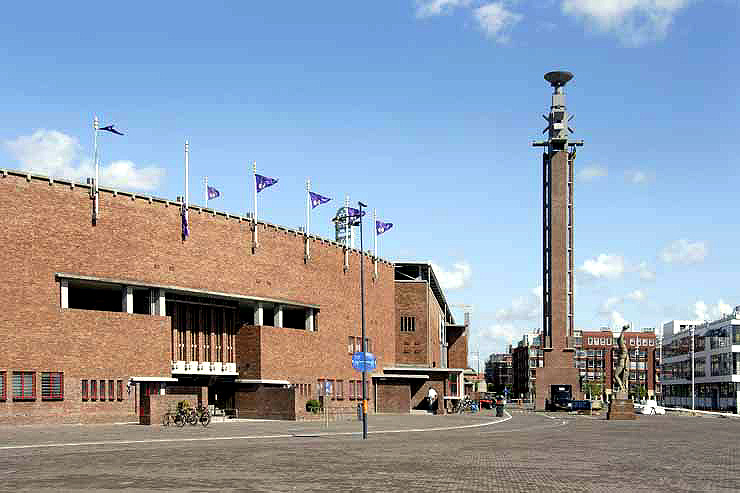
الملعب الأولمبي في أمستردام، (1928)، صممه المهندس المعمار «يان ويلس».

مدرسة أمستردام (بالهولندية: Amsterdamse School) هو طراز معماري ظهر في الفترة ما بين العامين 1910 و1930 في هولندا، ويُعتبر جزءاً من العمارة التعبيرية الدولية، ويرتبط في بعض الأحايين بالتعبيرية الألمانية المعتمدة على الطوب.
تتميز مباني مدرسة أمستردام ببناءٍ من الطوب مع حجارةٍ معقدةٍ ذات مظهرٍ دائريٍّ أو عضويٍّ، وكتلةٍ تقليديةٍ نسبياً، وتكاملٍ مخططٍ مفصلٍ لعناصر البناء من الداخل والخارج؛ البناء المزخرف، والزجاج الفني، وأعمال الحديد المطاوع، أبراج أو نوافذ سلمية (بقضبانٍ أفقيةٍ)، ونحتٍ معماريًٍ متكاملٍ. كان الهدف إيجاد تجربةٍ معماريةٍ شاملةٍ؛ داخليةٍ وخارجيةٍ.

## حركات حديثة مختلفة في العشرينات
تشربت مدرسة أمستردام المُثل الاشتراكية، وغالباً ما كان يُطبق نمطها على المجمعات السكنية الخاصة بالطبقة العاملة، والمؤسسات المحلية والمدارس. في العديد من المدن الهولندية كان المعمار الهولندي «هندريك برلاغ» (بالهولندية: Hendrik Berlage) يقوم بتصميم المخططات العمرانية الجديدة، في حين كان معماريّو مدرسة أمستردام مسؤولين عن المباني. كان لمايكل دي كليرك de Klerk -فيما يتعلق بالنمط المعماري- رؤية مختلفة عن برلاغ كما أوضحها في مجلة Bouwkundig Weekblad / المجلد 45 من العام 1916 حينما انتقد «دي كليرك» مبانيَ برلاغ ذات الأسلوب الهولندي التقليدي.
في هذا السياق يمكن اعتبار مبنى سوق المال (البورصة) لبرلاغ Berlage في العام 1905 بمنزلة نقطة انطلاقٍ للعمارة التقليدية.
فيما بين العامين 1920 و1930 تطورت حركات متوازية ([متزامنة]) مختلفة في هولندا:
- التقليدية (يمثلها كروفولر Kropholler، وجزئياً برلاغ)
- التعبيرية (يمثلها «دي كليرك»، «كرامر»).
- النمط De Stijl (يمثلها ريتفلد Rietveld، أود Oud، ڤان دويسبورغ van Doesburg مع بيان «النمط» للعام 1917 ضد «الباروك الحديث» Modern Baroque لمدرسة أمستردام).
- العقلانية Rationalism (يمثلها «فان إيستيرن»، «ڤان تيجِن»، «ميركلباخ» مع بيان أغسطس/آب 1927 ضد «مدرسة أمستردام»).
- البنائية Constructivism (يمثلها «دويكر»، «ڤان دير فلوغت»).
- تكعيبية الطوب الخاصة specific Brick-Cubism بواسطة «دودوك» و«برلاغ».

كانتِ العمارة التعبيرية لمدرسة أمستردام أنجح أسلوبٍ في عشرينيات القرن الماضي. وبالنسبة إلى الكثير من المهندسين المعماريين الأجانب كانت «أمستردام» «مكة» Mecca [بمعنى مَحَجّاً] فيما يخص توسعات المدن الجديدة. لكن الحركة التقليدية استمرت لفترةٍ أطولَ حتى خمسينات القرن الماضي بفضل ما يُدعى بـ«مدرسة دلفت» Delft School، والتي يمثلها «مارتينوس جرانبري موليير» في «جامعة دلفت للتقانة». في الستينات كانت «الحركة العقلانية» هي المهيمنة. وفي خطابٍ معروفٍ جيداً (أعلن في منتدى سبتمبر/أيلول 60-1961) أعلن العقلاني الهولندي «ڤيليم ڤان تيجِن» أن «مدرسة أمستردام» مثال تحذيري للمعماريين. بعد وفاة «بيت كرامر» Piet Kramer في العام 1961 لم تهتمَّ أي مؤسسةٍ معماريةٍ أو متحفٍ بعمله التعبيري، ولهذا السبب جرى حرق جميع رسوماته ومخططاته ونماذجه.

## أصول مدرسة أمستردام

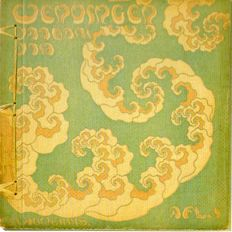
"تغيرات" ، مجلة "العمارة والفنون الهولندية"، (18-1932). الموضوع الرئيسي: العمارة التعبيرية (مدرسة أمستردام: ميشيل دي كليرك، وبيت كرامر، وإريك مندلسون، وهِرمان فينسترلين، وليونيل فاينينغر، وآخرون). حركة ضد «النمط» في العام 1917.

نشأت «مدرسة أمستردام» في مكتب المهندس المعمار «إدوارد كُوْيبرس» Cuypers في أمستردام، فعلى الرغم من أن «كويبرس» لم يك مهندساً تقدمياً في شخصه، إلا أنه منح موظفيه الكثير من الفرص للتطوير. عمل الرواد الثلاثة لمدرسة أمستردام «ميشيل دي كليرك»، و«يوهان فان دير مي»، و«بيت كرامر» في شركة «كويبرس» حتى نحو العام 1910. كانت أمستردام أول مدينةٍ تضع نظاماً للبناء، وبعد ذلك وظفت المدينة «يوهان فان دير مي» في منصبٍ خاصٍ كـ«مستشارٍ جماليٍّ» لتحقيق الوحدة الفنية والرؤية لبيئتها المبنية.
اعتبرت مهمة «فان دير ماي» الرئيسية -وهي "دار الشحن (بالهولندية: Scheepvaarthuis) التعاونية التجارية" للعام 1912- اعتبرت نقطة انطلاقٍ للحركة، وقد تعاون ثلاثة منهم في هذا المبنى. لقد وجدت معظم مباني مدرسة أمستردام في هذه المدينة. لعبت الحركة وأتباعها دوراً هامّاً في خطط «برلاغ» الشاملة لتوسيع أمستردام.
كان أهم المهندسين المعماريين والفنانين الموهوبين في مدرسة أمستردام «ميشيل دي كليرك» و«بيت كرامر». ومن الأعضاء الآخرين «جان جراتاما» (الذي أعطى للحركة اسمها)، و«بيريند توبيا بوينجا»، و«بي إتش إندت»، و«إتش ث. ڤيجدِفلد»، و«جي اف. شتال»، و«سي جي بلاو»، و«بي ال. مارنِت». كانت مجلة «التغيرات» («ڤِندينغن») (بالهولندية: Wendingen) (بالإنجليزية: Windings, Changes) التي نُشرت ما بين العامين 1918 و1931 هي مجلة حركة مدرسة أمستردام.
بعد وفاة «دي كليرك» في العام 1923 فقد الأسلوب أهميته. ويعتبر متجر De Bijenkorf في لاهاي من تصميم «بيت كرامر» في العام 1926 آخر مثالٍ على تعبير مدرسة أمستردام «الكلاسيكية».
استمر تأثير مدرسة أمستردام في جزر الهند الشرقية الهولندية حيث كان أحد أبرز مؤيديها المهندس المعمار الإندونيسي الرائد «ليم بوان اتجي».

## العمارة التعبيرية
وُظّف التعبير الشكلي في المجمّعات السكنية في هولندا بأسلوبٍ حوّل هذه المباني إلى مبانٍ صرحيّةٍ للطبقات العاملة حيث يظهر التنويع في استخدام التفاصيل المعمارية بها في الواجهات إلى جانب استخدام اللون. وتُعتبر -في هذا المجال- المجمعات السكنية في جنوب أمستردام وغربها لكل من المعمار «ميشيل دي كليرك»، والمعمار «بيت كرامر» أمثلةً نموذجيةً على ذلك، وهذا لما عكسته من تعاملٍ فريدٍ في أسلوب توظيف أعمال الطوب التزيينية، والتي عكست بدورها الفكر التعبيري للقوام الإنشائي.

## التصميم الداخلي
امتد أسلوب مدرسة أمستردام إلى ما وراء الهندسة المعمارية ليشمل التصميم الداخلي مما أدى إلى إنتاج عناصرَ تتراوح من الأثاث والسجاد إلى المصابيح والساعات. جرى إحياء هذا الاهتمام في السبعينات، وكذلك في بداية القرن الحادي والعشرين.

## الهوامش
1. ↑  الصحيح في ترجمة مصطلح Technology ("تكنولوجيا") في العربية هو تِقانة على وزن فِعالة الذي يعبر عن سلسةٍ متتابعةٍ من إجراءاتٍ معينةٍ (فِلاحة، تجارة، صناعة، زراعة)، وليس أي مقابلٍ آخر، "تقنية" مثلاً.

## معرض صور

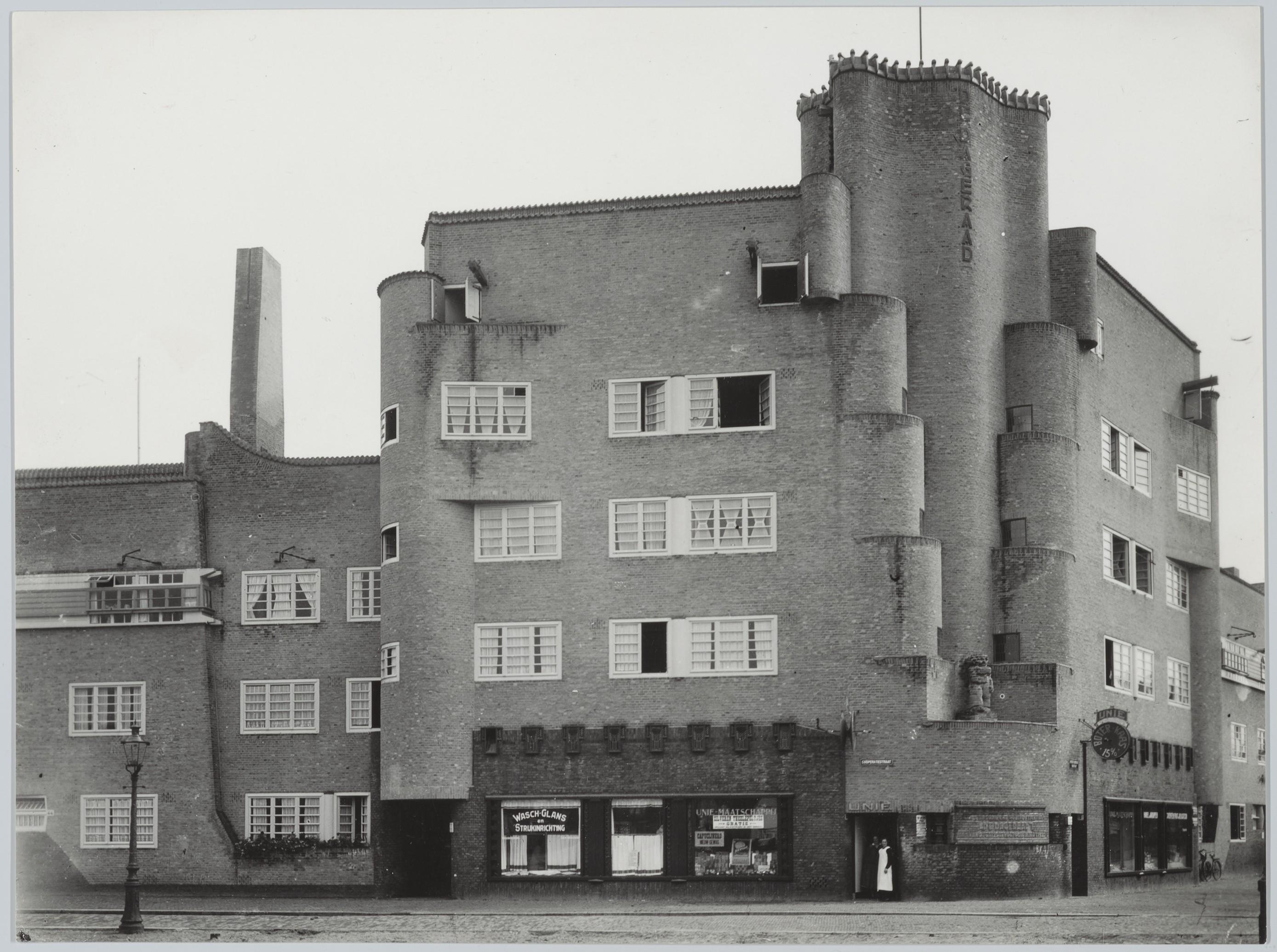
"دي داغِراد" (بالهولندية: De Dageraad) في أمستردام بواسطة بيت كرامر من (20–1923.
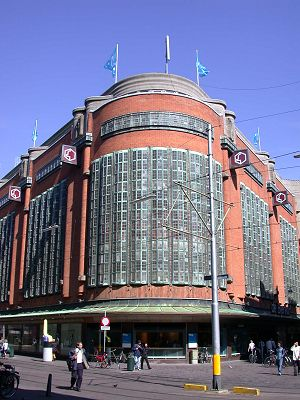
متجر متعدد الأقسام (بالهولندية: De Bijenkorf) في لاهاي، (24-1926)، المهندس المعمار "بيت كرامر".
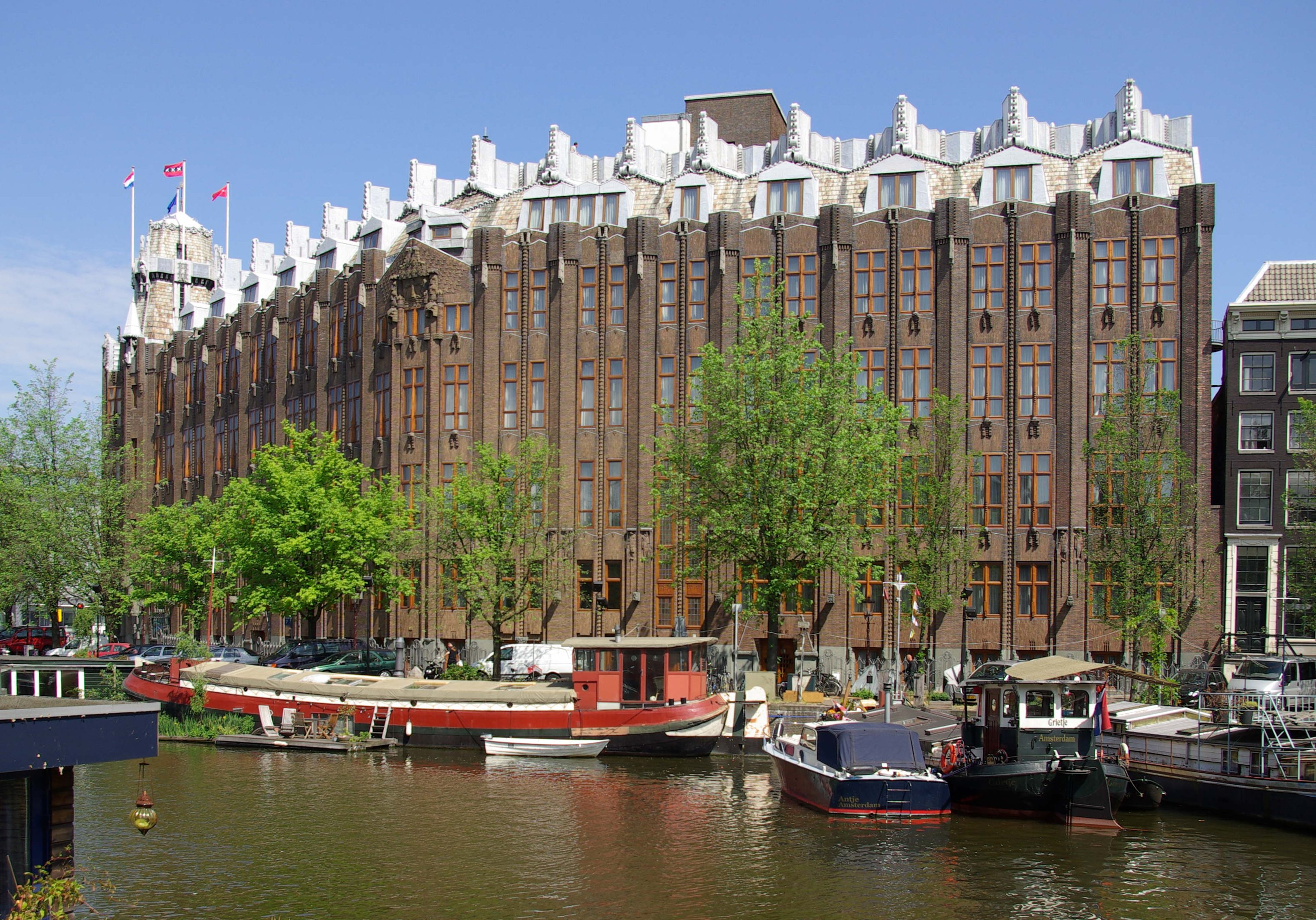
السفينة (بالهولندية: Scheepvaarthuis)، أمستردام، المهندسون المعماريون: يوهان فان دير مي، ميشيل دي كليرك، بيت كرامر.
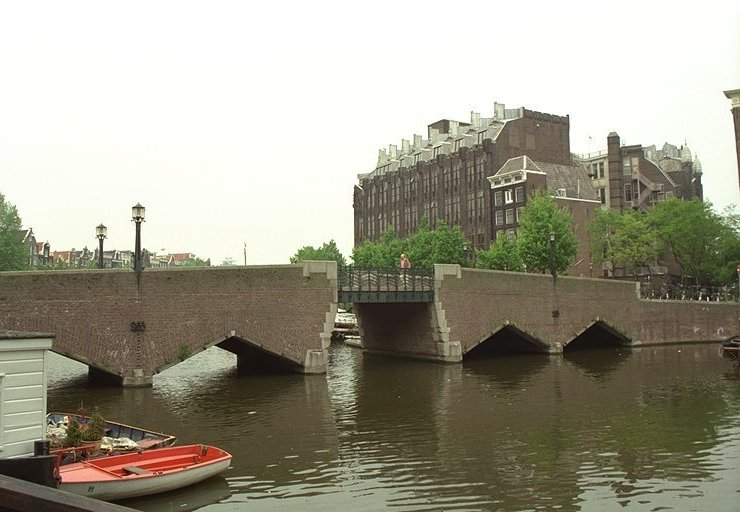
جسر من عمل "يوهان فان دير مي".

## وصلات خارجية
- آركيمون
- متحف مدرسة أمستردام
- مدرسة أمستردام نسخة محفوظة 15 أكتوبر 2006 على موقع واي باك مشين. (بالهولندية)
- صور مدرسة أمستردام للعمارة
- جولة إرشادية + صور